# 행복한 시니어
행복한 시니어는 KBS 1라디오에서 방송됐던 라디오 프로그램이다. 원래는 "지금은 실버시대"였지만, 2013년 4월 8일부터 "행복한 시니어"로 타이틀을 바꿨으나, 2018년 5월 27일 방송을 마지막으로 5년만에 폐지되었다.

## 역대 진행자
- 지영서 아나운서 (여)
- 안희재 아나운서 (여)
- 박영주 아나운서 (여)
- 정용실 아나운서 (여)